# It's a Hard Life
〈It's a Hard Life〉는 리드 싱어 프레디 머큐리가 작곡한 영국의 록 밴드 퀸의 노래이다. 이 곡은 1984년 음반 《The Works》에 수록되었고, 이 음반의 세 번째 싱글이었다. 1991년 밴드의 두 번째 컴필레이션 음반 《Greatest Hits II》에 포함되었다.
이 곡은 영국 싱글 차트에서 6위에 올랐고, 이 음반에서 3번째로 연속으로 톱 10 싱글이 곡은 영국 싱글 차트에서 6위에 올랐다. 또한 아일랜드에서 2위, 네덜란드에서 20위에 올랐다. 2014년 11월 11일 ITV에서 방송된 《더 네이션즈 페이버릿 퀸 송》 여론조사에서 19위를 차지했다.

## 구성
〈It's a Hard Life〉의 오프닝 가사와 멜로디는 루제로 레온카발로의 오페라 《팔리아치》의 아리아인 〈Vesti la giubba〉의 "Ridi, Pagliaccio, sul tuo amore infranto! (웃어라, 광대야, 너의 깨진 사랑에!)"의 대사를 바탕으로 한다. 퀸이 1975년 음반의 이름을 딴 영화 《오페라의 밤》의 사운드트랙에도 같은 멜로디가 인용되어 있다.
음악적으로 이 노래는 머큐리의 피아노 연주와 밴드의 특징적인 레이어드 하모니 기법을 활용하여 이야기를 업데이트하기 위해 〈Play the Game〉의 느낌을 재현다. 신시사이저 없음을 특징으로 한다는 점에서 이전 퀸 음반들의 기풍과 함께 매우 많이 녹음되었다. 그 무렵 이 밴드는 1980년의 《The Game》 이후로 녹음된 신시사이저를 사용하고 있었고 전통적인 퀸 사운드로 돌아가는 제스처는 일부 팬들에게 위안이 되었다.

## 곡 목록
7인치 싱글
1. "It's a Hard Life" (Album Version) - 4:08
2. "Is This the World We Created...?" - 2:12[3]

12인치 싱글
1. "It's a Hard Life" (Extended Version) - 5:05
2. "Is This the World We Created...?" - 2:12